# Argenton
Argenton é uma comuna francesa na região administrativa da Nova Aquitânia, no departamento Lot-et-Garonne. Estende-se por uma área de 12,23 km². Em 2010 a comuna tinha 331 habitantes (densidade: 27,1 hab./km²).